# Ernst Tamm (Agrarwissenschaftler)
Ernst R. Tamm (* 15. September 1897 in Egelsbach; † 27. Juli 1983 in Wiesbaden) war ein deutscher Pflanzenbauwissenschaftler mit dem Forschungsschwerpunkt Agrarklimatologie.

## Leben
Tamm studierte seit 1919 an der Landwirtschaftlichen Hochschule Berlin und promovierte dort 1922 mit einer Dissertation über die Entwicklung des Feldfutterbaus in Deutschland. Anschließend arbeitete er als wissenschaftlicher Assistent am Institut für Acker- und Pflanzenbau dieser Hochschule und habilitierte sich 1927 mit einer Schrift über Probleme der Elektrokultur. Als Privatdozent blieb er weiterhin an diesem Institut tätig. In den folgenden Jahren beschäftigte er sich überwiegend mit Fragen der Bodenbearbeitung, der Feldversuchstechnik und mit neuen Anbaumethoden des Getreides.
1933 wurde Tamm zum außerordentlichen Professor ernannt. Fortan widmete er sich gezielt dem Gebiet der Agrarklimatologie. In einem 1933 veröffentlichten Beitrag „Gedanken und Vorschläge zur Errichtung einer Pflanzenwetter- und Klimastation“,  legte er ein  Konzept vor, das Pflanzenklima aus der Sicht des Landbaus zu erforschen. In Dahlem errichtete er eine mit modernsten Messgeräten ausgestattete Pflanzen-Klimastation und untersuchte die Luft- und Bodentemperaturen, die relative Luftfeuchtigkeit, sowie die Luftbewegungen und Strahlungsverhältnisse in Kulturpflanzenbeständen. 1936 veröffentlichte er in einer wegweisenden Studie seine ersten Ergebnisse und präzisierte die Aufgaben einer zukünftigen „landwirtschaftlichen Pflanzenklima-Forschung“. Der Zweite Weltkrieg bereitete seinen erfolgversprechenden Forschungsprojekten zunächst ein abruptes Ende.
Nach 1945 hatte Tamm maßgeblichen Anteil am Wiederaufbau des im Kriege zerstörten Instituts für Acker- und Pflanzenbau in Berlin-Dahlem. 1951 wurde er als ordentlicher Professor auf den Lehrstuhl für Acker- und Pflanzenbau der Fakultät für Landbau der Technischen Universität Berlin berufen. Bis zu seiner Emeritierung im Jahre 1965 hat er sich mit einer Vielzahl von Problemen aus dem Gesamtgebiet des Acker- und Pflanzenbaus beschäftigt. Sein Forschungsschwerpunkt blieb jedoch die Agrarklimatologie. Mit einer weitgehend vollautomatisch arbeitenden Klimastation setzte er neue Maßstäbe bei der Erforschung des Pflanzenklimas. Seine experimentellen Untersuchungen erbrachten neue  Erkenntnisse über die Beziehungen zwischen Witterungsverlauf und Ertragsleistung landwirtschaftlicher Kulturpflanzen. Zahlreiche Beiträge darüber hat er seit 1950 in der „Zeitschrift für Acker- und Pflanzenbau“ veröffentlicht.
Von 1929 bis 1933 war Tamm Herausgeber bzw. Mitherausgeber der Zeitschrift „Fortschritte der Landwirtschaft“ und von 1929 bis 1934 Mitherausgeber des „Wissenschaftlichen Archivs für Landwirtschaft“. Große Verdienste erwarb er sich mit der Übersetzung und Herausgabe des Standardwerkes Spezieller Pflanzenbau (7. Auflage, 1930) von dem russischen Agrarwissenschaftler Dmitri Nikolajewitsch Prjanischnikow.

## Publikationen (Auswahl)
- Allgemeine Bedeutung, gegenwärtiger Stand und Entwicklungsmöglichkeiten des Feldfutterbaues im Deutschen Reiche unter besonderer Berücksichtigung der Anbautechnik. Diss. Landw. Hochschule Berlin 1922.
- Über den Einfluß der durch den Boden geleiteten elektrischen Energie auf Keimfähigkeit, Triebkraft und Jugendwachstum von Pisum sativum. Ein Beitrag zur Frage der Elektro-Kultur. Habil.-Schr. Landw. Hochschule Berlin 1928. - Zugl. in: Botanisches Archiv Bd. 21, 1928, S. 9–115.
- Spezieller Pflanzenbau. Der Anbau der landwirtschaftlichen Kulturpflanzen von D. N. Prjanischnikow. Nach der siebenten russischen Auflage herausgegeben von Ernst Tamm. Verlag Julius Springer Berlin 1930.
- Vergleichende Versuche mit neuen Getreidekulturverfahren: 1. durch Getreideumpflanzung, 2. durch Drillsaat-Vertiefung, 3. durch Boden-Durchlüftung. Beuth-Verlag Berlin 1931 = Schriften des Reichskuratoriums für Technik und Landwirtschaft (RKTL) H. 21.
- Gedanken und Vorschläge zur Errichtung einer „Pflanzenwetter- und Klimastation“. In: Fortschritte der Landwirtschaft Jg. 8, 1933, S. 25–29 u. 59–61.
- Vergleichende Temperaturmessungen in der Zone des Pflanzenklimas. Eine Studie zur Erforschung des Pflanzenklimas. In: Landwirtschaftliche Jahrbücher Bd. 83, 1936, S. 457–554.
- Über die Bedeutung der Bodentemperaturen für die Fruchtbarkeit des Ackerbodens. In: Zeitschrift für Pflanzenernährung, Düngung, Bodenkunde Bd. 49 (94), 1950, S. 96–103.